# АЭС Кори
АЭС Кори (кор. 고리원자력발전소) — крупнейшая действующая атомная электростанция Южной Кореи и вторая по мощности АЭС в мире.
Станция расположена на юго-востоке страны — на побережье Японского моря, вблизи городов-метрополий Пусана и Ульсана.
Первый энергоблок («Кори-1», первый не только на данной АЭС, но и вообще в Республике Корея) был введён в эксплуатацию в 1978 году. На четырёх энергоблоках первой очереди установлены водо-водяные реакторы компании Westinghouse.
В 2006 году началось строительство четырёх новых энергоблоков с корейскими реакторами, получивших название Син-Кори (신고리, букв. «Новый Кори»). На первых двух энергоблоках, уже введённых в эксплуатацию, используются реакторы типа OPR-1000, ещё на двух (введены в эксплуатацию в 2016 и 2019 годах) применены реакторы типа APR-1400. Во время эксплуатации семи реакторов (с декабря 2016 и до закрытия первого энергоблока в июне 2017 года) установленная мощность АЭС составляла 6862 МВт; в этот период электростанция была самой мощной АЭС в мире из фактически действующих. C сентября 2019 года, после пуска 8-го энергоблока, установленная мощность АЭС достигла 7847 МВт (брутто), таким образом электростанция снова стала самой мощной АЭС в мире.
В ночь с 18 на 19 июня 2017 года, ровно через 40 лет после пуска, реактор «Кори-1» был остановлен в связи с истечением предельного срока эксплуатации. Его гарантийный срок эксплуатации составлял 30 лет, был продлён на 10 лет в 2007 году. Выработка электроэнергии за годы эксплуатации на этом энергоблоке составила 150 тыс. ГВт·ч. На его строительство было затрачено 300 млн долларов США (четверть госбюджета страны в 1979 году), взятых в кредит тогдашним правительством Южной Кореи у США и Великобритании. После охлаждения реактора он будет разобран, на его месте будет восстановлен плодородный слой земли. Эти работы, по оценке правительства, будут завершены к декабрю 2032 года, на них потребуется 569 млн долларов США.

## Информация об энергоблоках
| Энергоблок | Тип реакторов | Мощность | Мощность | Начало строительства | Физпуск    | Подключение к сети | Ввод в эксплуатацию | Закрытие   |
| Энергоблок | Тип реакторов | Чистый   | Брутто   | Начало строительства | Физпуск    | Подключение к сети | Ввод в эксплуатацию | Закрытие   |
| ---------- | ------------- | -------- | -------- | -------------------- | ---------- | ------------------ | ------------------- | ---------- |
| Кори-1     | PWR, WH 60    | 576 МВт  | 608 МВт  | 27.04.1972           | 19.06.1977 | 26.06.1977         | 29.04.1978          | 19.06.2017 |
| Кори-2     | PWR, WH F     | 640 МВт  | 681 МВт  | 04.12.1977           | 09.04.1983 | 22.04.1983         | 25.07.1983          | —          |
| Кори-3     | PWR, WH F     | 1011 МВт | 1046 МВт | 01.10.1979           | 01.01.1985 | 22.01.1985         | 30.09.1985          | —          |
| Кори-4     | PWR, WH F     | 1012 МВт | 1046 МВт | 01.04.1980           | 26.10.1985 | 15.11.1985         | 29.04.1986          | —          |
| Син-Кори-1 | PWR, OPR-1000 | 996 МВт  | 1048 МВт | 16.06.2006           | 15.07.2010 | 04.08.2010         | 28.02.2011          | —          |
| Син-Кори-2 | PWR, OPR-1000 | 996 МВт  | 1047 МВт | 05.06.2007           | 27.12.2011 | 28.01.2012         | 20.07.2012          | —          |
| Син-Кори-3 | PWR, APR-1400 | 1416 МВт | 1488 МВт | 16.10.2008           | 29.12.2015 | 15.01.2016         | 20.12.2016          | —          |
| Син-Кори-4 | PWR, APR-1400 | 1418 МВт | 1491 МВт | 19.08.2009           | 08.04.2019 | 22.04.2019         | 29.08.2019          | —          |
| Син-Кори-5 | PWR, APR-1400 | 1340 МВт | 1400 МВт | 01.04.2017           | —          | —                  | —                   | —          |
| Син-Кори-6 | PWR, APR-1400 | 1340 МВт | 1400 МВт | 20.09.2018           | —          | —                  | —                   | —          |